# Municipio de Santa María Nduayaco
El municipio de Santa María Nduayaco (en mixteco: ndau ‘cañada’, yaco ‘sotol’, cañada del sotol)  es un municipio de 466 habitantes situado en el Distrito de Teposcolula, en el estado de Oaxaca, México.
Limita al norte con San Pedro y San Pablo Teposcolula; al sur con San Juan Achiutla y Santa Catarina; al oriente con San Vicente Nuñú; al poniente con San Pedro Mártir Yucuxano y San Martín.
Se ignora la fecha de la fundación del pueblo; pero se sabe que el cacique don Carlos Pimentel y Guzmán adquirió sus títulos en el año de 1719.

## Flora y fauna
Flora: Encinos enanos, pinos, enebros y arbustos.
Fauna: Coyote, venado, conejos, colapintos, ardillas, víboras, zorrillos, tlacuaches y animales de rapiña.

## Demografía
El municipio está habitado por 466 personas. Existe un grado de marginación alto, el 43.08% de la población vive en condiciones de pobreza extrema.

### Localidades
En el municipio se encuentran los siguientes poblados:
| Nombre de la localidad      | Población 2010 |
| San José de Gracia          | 129            |
| Santo Domingo Ticú          | 111            |
| Unión Paz y Progreso        | 60             |
| Santa María Nduayaco        | 57             |
| Río Grande                  | 30             |
| El Rincón (Docoyuco)        | 23             |
| Ticodo                      | 20             |
| Zhadichio                   | 17             |
| Ndwa                        | 16             |
| Nonduza                     | 15             |
| Teyoo                       | 13             |
| Yodocoyo (Pie de Nuyaca)    | 12             |
| Yodondé                     | 11             |
| Nduatao                     | 7              |
| Llano del Capulín (Dutiojo) | 6              |
| Yayute                      | 6              |
| Rancho Alegre               | 5              |
| Yutendivi                   | 3              |
| Ndicañau                    | 3              |
| Xacuza                      | 2              |
| Yuxichi                     | 2              |
| Pie de la Corona            | 2              |